# Enclosed Alphanumeric Supplement
Enclosed Alphanumeric Supplement è un blocco Unicode. È costituito da 191 caratteri nell'intervallo U+1F100-U+1F1FF.
I glifi compresi tra U+1F1E6 e U+1F1FF sono denominati Regional Indicator Symbol. Possono essere utilizzati, in accordo allo standard ISO 3166-1 alpha-2, per rappresentare le bandiere nazionali.
Ad esempio la sequenza di glifi 🇫 (REGIONAL INDICATOR SYMBOL LETTER F) e 🇷 (REGIONAL INDICATOR SYMBOL LETTER R) produce 🇫🇷 che rappresenta la bandiera della Francia. Originariamente solamente dieci nazioni erano rappresentate tramite emoji: Cina, Germania, Spagna, Francia, Regno Unito, Italia, Giappone, Corea del Sud, Russia e Stati Uniti d'America. Era stato anche proposto di utilizzare 676 caratteri differenti per rappresentare codici non presenti nell'ISO 3166 ma coincidevano con ccTLD, come nel caso di .eu per rappresentare l'Unione europea. Non tutti i codici possiedono tuttavia un'emoji associata.

## Tabella compatta di caratteri

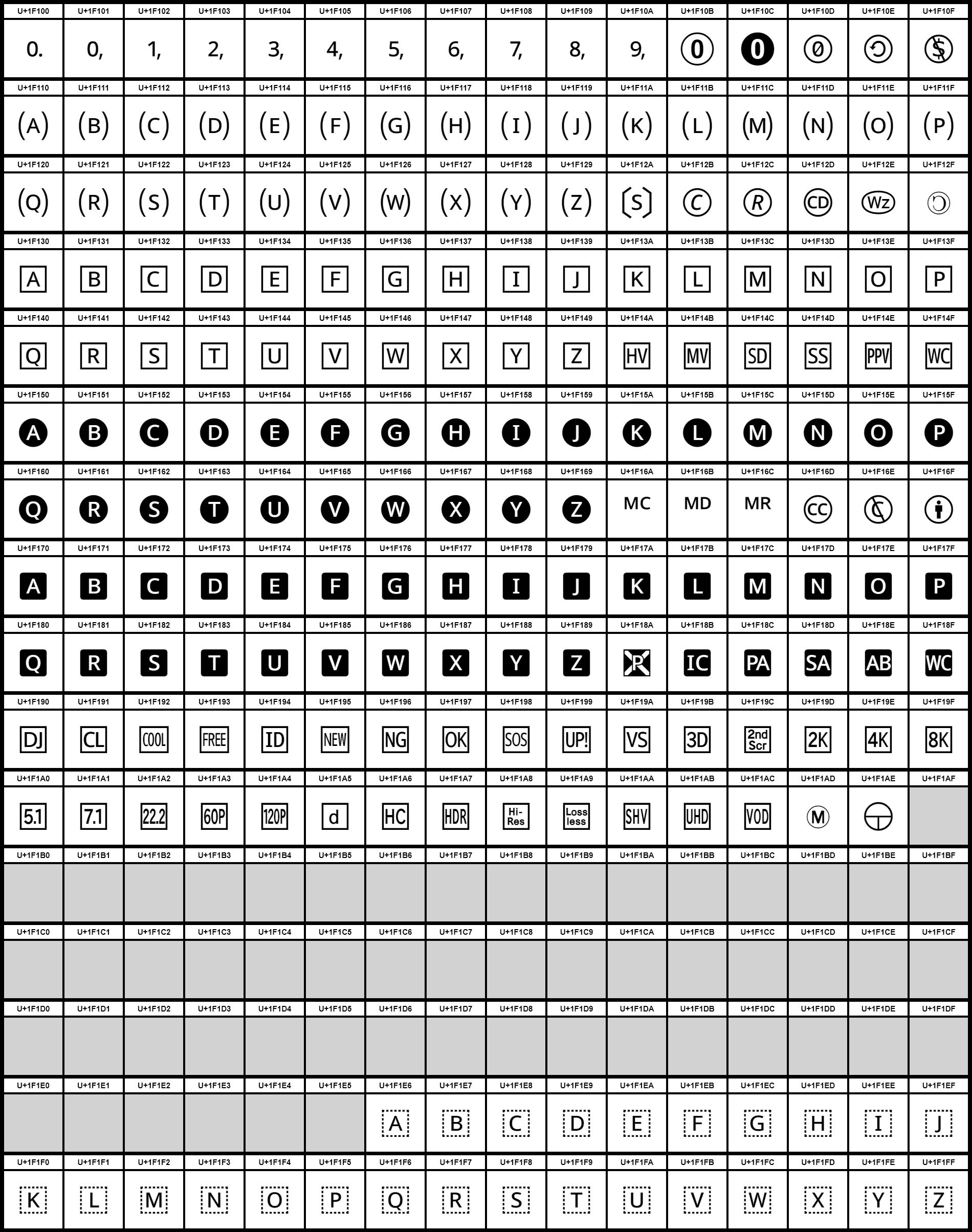
Enclosed Alphanumeric Supplement

|      | 0 | 1  | 2  | 3  | 4  | 5  | 6  | 7  | 8  | 9  | A  | B | C | D | E  | F |
| ---- | - | -- | -- | -- | -- | -- | -- | -- | -- | -- | -- | - | - | - | -- | - |
| 1F10 | 🄀 | 🄁  | 🄂  | 🄃  | 🄄  | 🄅  | 🄆  | 🄇  | 🄈  | 🄉  | 🄊  | 🄋 | 🄌 | 🄍 | 🄎  | 🄏 |
| 1F11 | 🄐 | 🄑  | 🄒  | 🄓  | 🄔  | 🄕  | 🄖  | 🄗  | 🄘  | 🄙  | 🄚  | 🄛 | 🄜 | 🄝 | 🄞  | 🄟 |
| 1F12 | 🄠 | 🄡  | 🄢  | 🄣  | 🄤  | 🄥  | 🄦  | 🄧  | 🄨  | 🄩  | 🄪  | 🄫 | 🄬 | 🄭 | 🄮  | 🄯 |
| 1F13 | 🄰 | 🄱  | 🄲  | 🄳  | 🄴  | 🄵  | 🄶  | 🄷  | 🄸  | 🄹  | 🄺  | 🄻 | 🄼 | 🄽 | 🄾  | 🄿 |
| 1F14 | 🅀 | 🅁  | 🅂  | 🅃  | 🅄  | 🅅  | 🅆  | 🅇  | 🅈  | 🅉  | 🅊  | 🅋 | 🅌 | 🅍 | 🅎  | 🅏 |
| 1F15 | 🅐 | 🅑  | 🅒  | 🅓  | 🅔  | 🅕  | 🅖  | 🅗  | 🅘  | 🅙  | 🅚  | 🅛 | 🅜 | 🅝 | 🅞  | 🅟 |
| 1F16 | 🅠 | 🅡  | 🅢  | 🅣  | 🅤  | 🅥  | 🅦  | 🅧  | 🅨  | 🅩  | 🅪  | 🅫 | 🅬 | 🅭 | 🅮  | 🅯 |
| 1F17 | 🅰 | 🅱  | 🅲  | 🅳  | 🅴  | 🅵  | 🅶  | 🅷  | 🅸  | 🅹  | 🅺  | 🅻 | 🅼 | 🅽 | 🅾  | 🅿 |
| 1F18 | 🆀 | 🆁  | 🆂  | 🆃  | 🆄  | 🆅  | 🆆  | 🆇  | 🆈  | 🆉  | 🆊  | 🆋 | 🆌 | 🆍 | 🆎 | 🆏 |
| 1F19 | 🆐 | 🆑 | 🆒 | 🆓 | 🆔 | 🆕 | 🆖 | 🆗 | 🆘 | 🆙 | 🆚 | 🆛 | 🆜 | 🆝 | 🆞  | 🆟 |
| 1F1A | 🆠 | 🆡  | 🆢  | 🆣  | 🆤  | 🆥  | 🆦  | 🆧  | 🆨  | 🆩  | 🆪  | 🆫 | 🆬 |   |    |   |
| 1F1B |   |    |    |    |    |    |    |    |    |    |    |   |   |   |    |   |
| 1F1C |   |    |    |    |    |    |    |    |    |    |    |   |   |   |    |   |
| 1F1D |   |    |    |    |    |    |    |    |    |    |    |   |   |   |    |   |
| 1F1E | 🇠 | 🇡  | 🇢  | 🇣  | 🇤  | 🇥  | 🇦  | 🇧  | 🇨  | 🇩  | 🇪  | 🇫 | 🇬 | 🇭 | 🇮  | 🇯 |
| 1F1F | 🇰 | 🇱  | 🇲  | 🇳  | 🇴  | 🇵  | 🇶  | 🇷  | 🇸  | 🇹  | 🇺  | 🇻 | 🇼 | 🇽 | 🇾  | 🇿 |